# Косаково (гміна)
Гміна Косаково (пол. Gmina Kosakowo) — сільська гміна у північній Польщі. Належить до Пуцького повіту Поморського воєводства.
Станом на 31 грудня 2011 у гміні проживало 10634 особи.

## Територія
Згідно з даними за 2007 рік площа гміни становила 50.15 км², у тому числі:
- орні землі: 54.00%
- ліси: 12.00%

Таким чином, площа гміни становить 8.72% площі повіту.

## Населення
Станом на 31 грудня 2011:
| Опис     | Загалом | Загалом | Чоловіки | Чоловіки | Жінки | Жінки |
| -------- | ------- | ------- | -------- | -------- | ----- | ----- |
| одиниця  | осіб    | %       | осіб     | %        | осіб  | %     |
| все      | 10634   | 100     | 5310     | 49.93    | 5324  | 50.07 |
| міське   | 0       | 100     | 0        |          | 0     |       |
| сільське | 10634   | 100     | 5310     | 49.93    | 5324  | 50.07 |

## Сусідні гміни
Гміна Косаково межує з такими гмінами: Пуцьк, Румія.